# Socket 423
El Socket 423 es un zócalo de CPU de 423 contactos que se utilizó para  primeros Pentium 4 basados en el núcleo Willamette. Se lanzó en noviembre de 2000 y tuvo una vida muy corta, puesto que tenía un diseño eléctrico inadecuado que no le permitía superar los 2Ghz.
Fue reemplazado por el Socket 478. Ambos zócalos son fácilmente diferenciables por el tamaño resultante, siendo más grande el 423 que el 478.
Una de las características que diferencian a ambos zócalos, sin contar el tamaño, son las tecnologías a las que están asociados. El Socket 423 coincidió en una época de Intel donde mantenía un acuerdo con Rambus, por lo que casi todas las placas que podemos encontrar con este tipo de zócalo, llevan memoria RIMM de Rambus.